# Satz von Hurwitz (Funktionentheorie)
Der Satz von Hurwitz (nach Adolf Hurwitz (1859–1919) benannt) ist ein Satz aus der Funktionentheorie.

## Der Satz von Hurwitz
Sei {\displaystyle (f_{n})_{n\in \mathbb {N} }} eine Folge von Funktionen die auf einem Gebiet {\displaystyle G}  holomorph sind und die Folge {\displaystyle (f_{n})_{n\in \mathbb {N} }} konvergiere kompakt gegen {\displaystyle f}. Ist außerdem die Anzahl der Nullstellen der Funktionen {\displaystyle f_{n}} (ab einem Index) durch {\displaystyle M} beschränkt, dann gilt:
Die Grenzfunktion {\displaystyle f} hat maximal {\displaystyle M} Nullstellen auf {\displaystyle G} oder {\displaystyle f\equiv 0} auf {\displaystyle G} ({\displaystyle f} ist die Nullfunktion).

## Folgerung
Sei {\displaystyle (f_{n})_{n\in \mathbb {N} }} eine Folge von Funktionen, die auf einem Gebiet {\displaystyle G}  holomorph und injektiv sind, und die Folge {\displaystyle (f_{n})_{n\in \mathbb {N} }} konvergiere kompakt gegen {\displaystyle f}.
Dann ist {\displaystyle f} injektiv auf {\displaystyle G} oder konstant auf {\displaystyle G}.